# Měsíčková mast

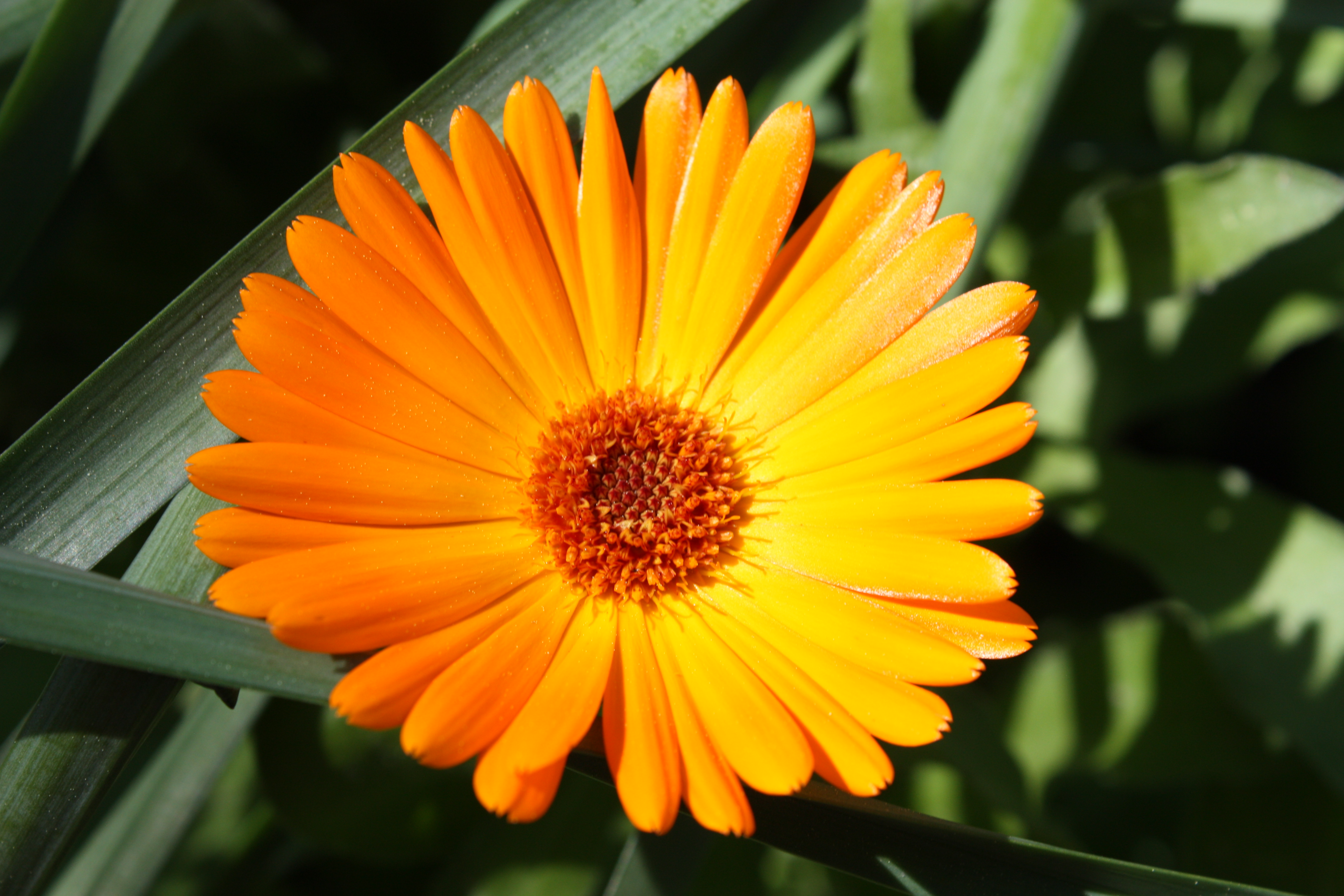
Měsíček v plném květu

Měsíčková mast je mast z květu měsíčku lékařského (Calendula officinalis).

## Výroba
Pro výrobu jsou potřebné plně rozkvetlé květy měsíčku a látka obsahující tuk, např. žlutá vazelína či sádlo. Vazelína se rozehřeje ve vhodné nádobě, dokud není tekutá, a pak se do ní přidá tolik květů, dokud není celá zaplněná. Květy se ve vazelíně vaří zhruba půl hodiny, poté se nádoba odstaví a obsah se nechá zchladnout. Po několika hodinách se tento postup zopakuje a je možné přidat další květy měsíčku. Po druhém vaření se tekutina slije přes plátno či drobné sítko do zavařovacích sklenic a po ztuhnutí je mast připravena k používání. 

## Účinky
Mast je vhodná na omrzliny, spáleniny, kožní nemoci či plísně nohou a zlepšuje pevnost cév.